# Jakub Laskosz
Jakub Laskosz – poseł do Sejmu Krajowego Galicji II i III kadencji (1867–1876), włościanin z Cieniawy.
Wybrany w IV kurii obwodu Sącz, z okręgu wyborczego nr 62 Nowy Sącz-Grybów-Ciężkowice. Wskutek wątpliwości formalnych jego wybór zatwierdzono 28 sierpnia 1868.